# XDCC
XDCC (Xabi DCC или eXtended DCC) изначально был скриптом для ircII написанным в 1994 человеком с ником Xabi. Этот скрипт расширение команды DCC в ircII.
Сейчас XDCC относится к IRC ботам которые могут передавать файлы. XDCC боты распространяют один или несколько обычно больших файлов через DCC протокол. Несмотря на то, что XDCC обычно используется для распространения нелегального содержания, такого как варезные программы, музыка или фильмы, он может использоваться для распространения законных данных.
XDCC быстро достиг вершины популярности по сравнению с другими методами пиратства, такими как новостные группы или fserve. В отличие от одноранговых сетей XDCC серверы обычно имеют большой исходящий канал, иногда превышающий 100 мегабит. Часто FTP серверы также запущены на XDCC серверах, чтобы поддерживать добавления материала к ним. Некоторые XDCC сервера запущены на взломанных компьютерах.
Чтобы использовать XDCC, надо послать личное сообщение (запрос) или CTCP команду боту, используя IRC клиент. Пользователь спрашивает бота какие файлы у него есть с помощью команды «xdcc list». Однако, эта возможность обычно выключена чтобы не привлекать внимание. Когда пользователь хочет скачать пакет или файл у бота, пользователь пишет что-то наподобие «xdcc send #<номер пакета>». Бот запустит посылку пакета пользователю или разместит пользователя в очередь.

## Общие XDCC Команды
Как уже отмечалось выше, большинство команд могут посылаться через ctcp вместо сообщений. Некоторые сервера выключают команды в сообщениях.
- /msg <имя бота> xdcc send #<номер пакета> — Запрашивает пакет у пользователя.
- /msg <имя бота> xdcc list — Запрашивает список пакетов у бота.
- /msg <имя бота> xdcc remove — Удаляет все запросы пользователя из очереди. (Работает только в сообщениях.)
- /msg <имя бота> xdcc remove #<номер в очереди> — Удаляет запрос пользователя по его номеру в очереди. (Работает только через сообщения.)
- /msg <имя бота> xdcc info #<номер пакета> — Запрашивает информацию о пакете.
- /msg <имя бота> xdcc cancel — Отменяет текущую закачку.